# Still Cruisin'
Still Cruisin' je šestindvajseti album ameriške glasbene skupine The Beach Boys. Izšel je leta 1989 pri založbi Brother Records.

## Seznam skladb
1. "Still Cruisin'" - 3:35
2. "Somewhere Near Japan" - 4:48
3. "Island Girl (I'm Gonna Make Her Mine)" - 3:49
4. "In My Car" - 3:21
5. "Kokomo" - 3:35
6. "Wipe Out" - 4:00
7. "Make It Big" - 3:08
8. "I Get Around" - 2:09
9. "Wouldn't It Be Nice" - 2:22
10. "California Girls" - 2:35